# Ulica Władysława Sikorskiego w Zamościu
Ulica Władysława Sikorskiego – zamojska ulica jednojezdniowa na os. Powiatowa, która jest drogą osiedlową, równoległą do ul. Granicznej.

## Historia
Ulica ta powstała w 1984 roku, jednakże jedynie na odcinku ul. Wiosenna - ul. Powiatowa jako jedna z wielu fragmentów dróg w ramach budowanej obwodnicy miasta. W późniejszych latach plany przebiegu obwodnicy zmieniły się i ostatecznie asfaltowa pozostała tylko ta część ulicy (do ul. Lubelskiej była drogą gruntową). W 2006 roku zakończono (rozpoczętą jeszcze w 2004 roku) budowę pozostałej części, którą połączono z ul. Lubelską rondem.

### Nazwa
W latach 1984–1988 ulicę tę nazwano ul. Hetmańską, jako że wchodziła ona w skład budowanej obwodnicy miejskiej (nazwę tę zapożyczono później na obwodnicę). Po 1988 roku zaczęła obowiązywać obecna nazwa.

## Obecnie
Obecnie ulica ta ma charakter drogi osiedlowej, przy której skupiają się głównie domy jednorodzinne. Wyjątkiem jest m.in. mały teren przy jej skrzyżowaniu z ulicami Powiatową i Graniczną, gdzie znajduje się kilka budynków wielorodzinnych (os. Energetyk). Przez niemal całą długość ul. W. Sikorskiego po stronie północnej ciągną się ogródki działkowe, które sięgają po ul. Graniczną. Po północnej stronie, w pobliżu ronda znajduje się jedyne w najbliższej okolicy CH Galeria Revia Park, przylegające do pobliskiej ul. Lubelskiej i ul. Granicznej.